# Cornamuse
Ne doit pas être confondu avec cornemuse.

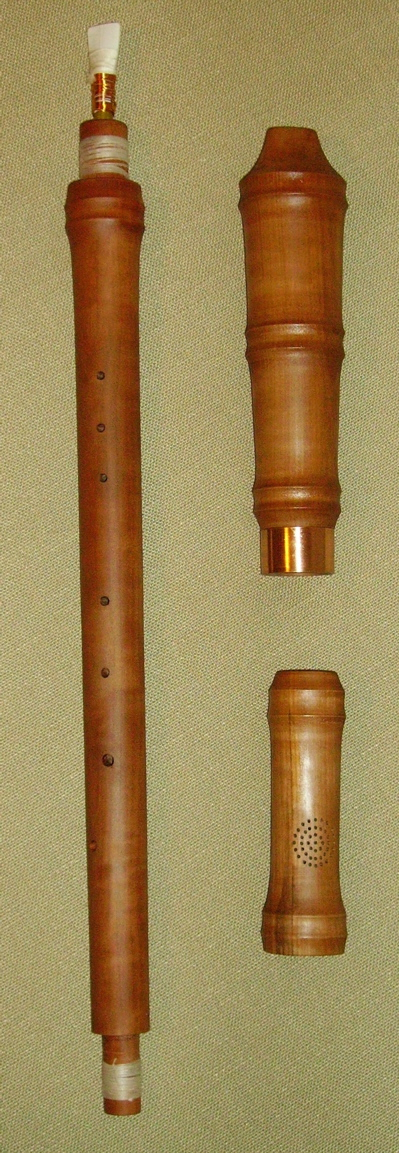
Cornamuse démontée

La cornamuse est un instrument à vent à anche double né tout à la fin du Moyen Âge et caractéristique de la Renaissance. La cornamuse est proche du tournebout mais le corps de l'instrument est droit.